# 王元 (日本在住の政治学者)
王 元（おう げん、Yuan Wang）は、日本在住の中国人政治学者である。2016年現在、東北文化学園大学教授。専門は中国の政治と社会である。

## 学歴
- 復旦大学 国際政治学部卒業
- 復旦大学大学院政治学研究科政治学専攻修了
- 上智大学大学院外国語研究科比較文化専攻修了
- 早稲田大学大学院アジア太平洋研究科国際関係論専攻満期退学（学術博士）

## 職歴・教歴
- 1988年7月～1990年8月1日　復旦大学国際政治学部　助教
- 1989年4月～1990年4月1日　蘇州大学大学院政治学研究科　非常勤講師
- 1990年8月～1992年4月1日　復旦大学国際政治学部　専任講師
- 1995年9月～1999年8月　早稲田大学社会科学研究所　特別外国人研究員
- 2006年4月～2013年3月　早稲田大学　非常勤講師
- 2007年4月1日～現在に至る　復旦大学日本研究センター　客員研究員
- 2007年4月1日～2012年3月　早稲田大学アジア太平洋研究センター　特別研究員
- 2012年4月1日～2014年3月　早稲田大学中華経済研究所　招聘研究員
- 2012年4月1日～2016年3月　東北文化学園大学准教授
- 2015年7月1日～現在、アメリカ国際中国研究誌『当代中国研究』（Modern China Studies）副主編
- 2016年4月1日～現在、東北文化学園大学教授

## 著書

### 単著
- 『日本大都市の総合管理』1997.12　上海遠東出版社（全173頁）
- 『中華民国の権力構造における帰国留学生の位置づけ』2010.2　白帝社（日本学術振興会科学研究費補助金）（全365頁）

### 編著・共編
- 『中国の文化と近代化』（編著）2006年1月　白帝社
- 『東北アジア研究論叢I』(依田憙家と共編) 2006年8月　白帝社
- 『現代中国の軌跡』(編著) 2007年6月　白帝社
- 『日中関係の歴史と現在I』(依田憙家と共編) 2007年9月　白帝社
- 『日中関係の歴史と現在Ⅱ』(依田憙家と共編) 2008年8月　白帝社
- 『東北アジア研究論叢Ⅱ』 (依田憙家と共編) 2010年8月　白帝社
- 『マクロ現代中国政治』(編著) 2011年12月　白帝社
- 『現代中国政治概論―そのダイナミズムと内包する課題』(熊達雲・毛桂栄・劉迪と共編) 2015年3月　明石書店
- 『研究特集：20世紀中国社会変動の規律性』(編)、2015年7月 （『Modern China Studies』 Vol22. Issue2. 2015）
- 『研究特集：文化大革命50周年』(楊斌と共編)、2016年7月（『Modern China Studies』Volume 23、Issue 2、2016）

### 共著
- 『行政学導論』王滬寧・竺乾威編、1988年3月、三聯書店
- 『当代西方学術思潮』夏征農編、1989年11月、学林出版社
- 『「プラトン・理想国」から「J.S.ミル・代議制政府」まで』浦興祖等編、1990年6月、四川人民出版社
- 『社会科学争鳴大系・政治学法学』韓述之編、1991年9月、上海人民出版社
- 『政治学原理』劉星漢・王邦佐・王滬寧編、1992年9月、復旦大学出版社
- 『変貌する現代中国』(王元・汪鴻翔・川崎高志・林亮著) 2004年4月、白帝社
- 『日中文化―依田熹家先生古稀記念論文集』2004年12月、龍渓書舎
- 『東アジアはどうなるのか』(中西治・木村英亮・清水学・汪鴻翔・王元著) 2006年3月、白帝社
- 『ビッグ・ヒストリーの実用：自然・戦争・平和』（中西治編）2016.3、地球宇宙平和研究所、第2章「李四光800年周期説についての発展的な考察」（第53-76頁）を執筆  ほか多数

### 辞書
- 『当代人文科学新詞典』1990年8月、江西人民出版社(第381-451頁、行政学を含む政治学の全条目を担当)
- 『中国大百科全書（政治学巻）』1992年9月、中国大百科全書出版社(「総論・政治学」の「西洋現代政治学」を担当。その他の複数の条目を執筆)

### 翻訳
- 『政治と行政』（単訳、全183頁）1987年8月、華夏出版社 (F. Goodnow 著 Politics and Administrationの中訳) (復旦大学出版社2011年新版)
- 『影響人類歴史的名人思想大観』（王滬寧と監訳）1991年5月、上海人民出版社 (G. Seldes編The Great Thoughtsの中訳) (全413頁)
- 『政治発展の諸方面』（任暁と共訳）2010年3月、天津人民出版社 (Lucian W. Pye著Aspects of Political Developmentの中訳) (全273頁)